# Senad Podojak

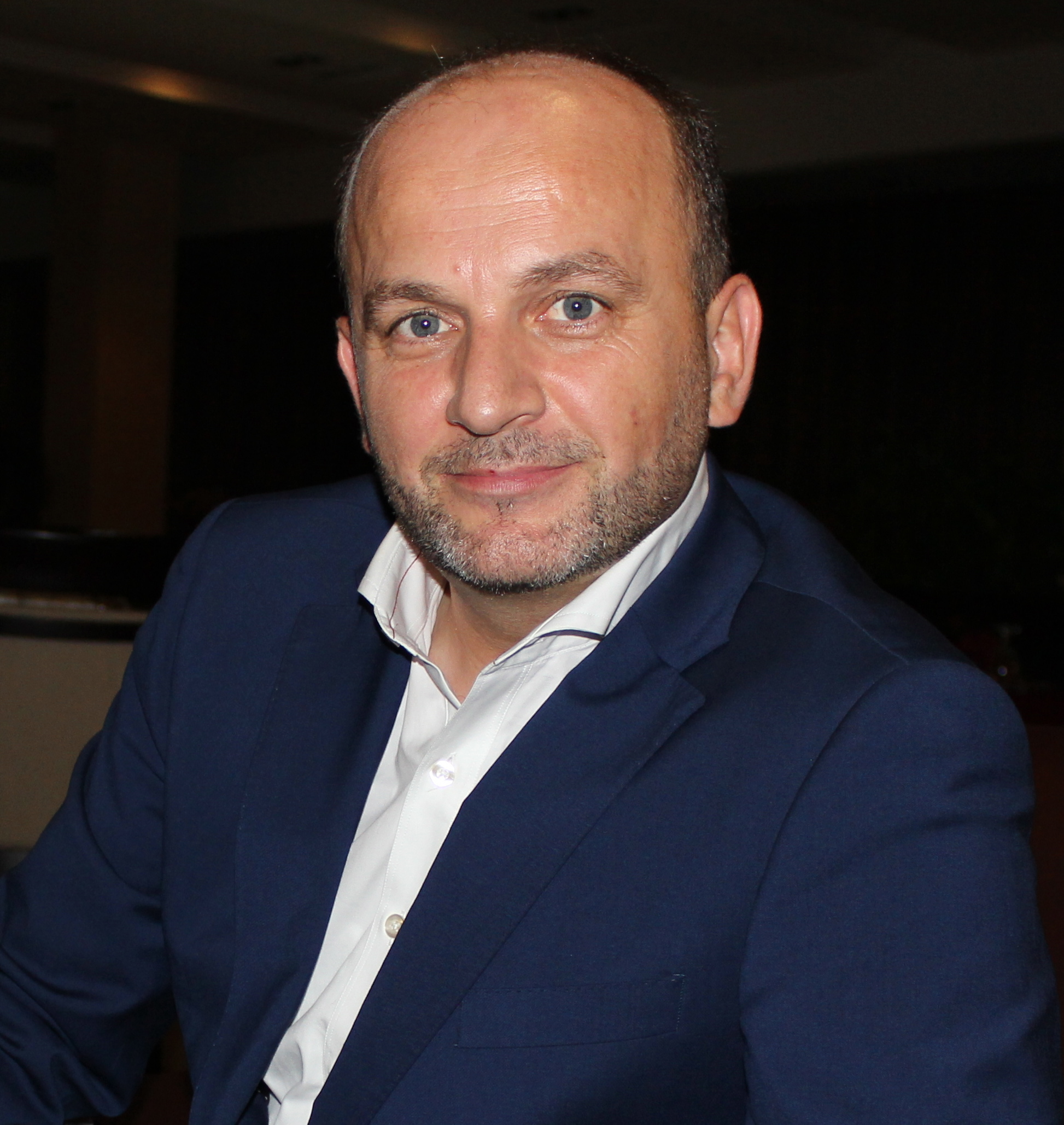
Senad Podojak, 2013

Senad Podojak (* 31. Mai 1966 in Zenica) ist ein bosnischer islamischer Religionsfunktionär in Österreich.

## Leben
Podojak besuchte die Gazi-Husrev-Beg-Medresa in Sarajevo von 1981 bis 1985; bereits in der zweiten Klasse wurde er zum Muezzin ernannt. Podojak wurde mit 20 Jahren Hafiz und ist als Koranrezitator international bekannt. Er beteiligte sich 1987 am Internationalen Wettbewerb für Koranrezitation in Mekka, wo er den 5. Platz belegte. In Teheran erreichte Podojak den 4. Platz,  1990 in Wien den 1. und 2010 in Moskau den 6. Platz. In den 1990er Jahren nahm er gemeinsam mit Yusuf Islam, Dino Merlin und Aziz Alili ein Album mit Liedern des Bosnienkriegs auf.
Podojak ist seit 2005 Fachinspektor für Religionsunterricht des Islamischen Religionspädagogischen Instituts.
Im Jahre 2013 wurde Podojak und sein Verein für die langjährige Integrations- und Zusammenarbeit mit der Stadt Wels geehrt, in dem die Straße des Vereins, in dem Podojak seit 25 Jahren tätig ist, in „Platz der Bosniaken“ umbenannt wurde.
Ende 2014 absolvierte er sein Masterstudium der islamischen Religionspädagogik an der Universität Wien, mit dem akademischen Titel „Master of Arts“. Am 30. Mai 2015 wurde Podojak vom Bürgermeister der Stadt Wels, Peter Koits, eine Anerkennung „für seine langjährige Tätigkeit im Sinne der Humanität und Völkerverständigung sowie Einsatz für ein friedliches Zusammenleben in der Stadt Wels“ überreicht.
Podojak lebt und arbeitet in Wels.
Er ist verheiratet und hat zwei Kinder.